# 평화공존론
평화공존론(平和共存論)은 사회 체제를 달리하는 국가 사이에서 무력에 호소하지 않고 평화적인 관계가 유지되는 것이 가능하다는 주장으로 흐루쇼프가 주장한 이론이다
1958부터 소련 총리와 겸 소련 국가평의회 의장을 지낸 흐루쇼프가 정책의 기본 노선으로 강조하였다.
1960년 2월 모스크바에서 열린 바르샤바 조약기구 회의에서는 1956년에 채택된 흐루쇼프의 평화공존론을 재확인하는 공동선언서를 채택한 바 있다.

## 개요
평화공존이란 자본주의와 공산주의의 두 상이한 사회·경제 체제가 평화적으로 공존할 수 있으며, 이념체제를 달리하는 국가간의 관계를 처리하는 경우에 무력을 사용하지 않을 것을 전제로 하는 외교정책을 말한다.
양체제의 평화공존 가능성은 일찍부터 동서 양진영의 지도자에 의해 가끔 강조되어 왔으나 그것은 어디까지나 그때 그때의 자국의 이해관계와 국제적 정세변동에 대처하는 외교적인 발언에 불과하였다. 따라서 진정한 의미에서의 평화공존의 분위기가 조성된 때는 1970년대에 들어서면서부터라고 할 수 있다. 즉, 1970년은 거시적 안목에서 볼 때 동서화해의 지향 또는 냉전체제의 지양을 꾀하려는 경향이 두드러지게 나타난 해였다. 1962년 미·소가 쿠바 미사일 위기를 전기로 화해를 지향하면서부터 큰 테두리가 잡혔고, 그 후 점차 주변으로 파급되었던 냉전체제 지양의 물결은 1970년대에는 아시아에까지 이르렀다.
닉슨 대통령은 월남전쟁이 불러일으킨 미국 내의 정치·사회의 혼란과 의견대립 해소, 또 아시아 여러 국가는 물론 유럽 및 공산권과의 관계를 포함한 외교전반에 걸친 혼란을 수습하고자 내외정책을 전면적으로 재검토한 결과 1970년 2월 18일 닉슨 독트린을 발표하고, '대결의 시대에서 협상의 시대로'라는 정책전환의 기본방향을 설정하기에 이르렀다.
스탈린의 사망과 흐루시초프의 등장은 공산진영의 지도력의 약화를 초래하여 흐루시초프 스스로가 서방진영과의 '냉전 대립에서 평화공존으로'라는 소련 외교의 전환을 선언하게 하였으며, 이에 호응한 서방진영 특히 미국의 적극적인 외교공세로 마침내 동서간의 현안문제였던 '제2차 세계대전의 사실상의 종결'이라는 성과를 거두게 되었다. 물론 전쟁 가능성을 완전히 배제한 것은 아니지만 동서간의 평화공존공세는 피차간의 군사면의 자체 평가와 세계여론 때문에, 일단 전쟁방지를 위해서 노력한다는 물적 증거를 남기고자 애쓴 흔적을 남기고 있다. 예를 들면 ① 1970년 서독과 소련과의 조약, 서독과 폴란드 조약, ② 브란트·브레즈네프 회담(1971년 9월 17일)에서의 동·서독 동시 유엔가입 협의와 유엔안보회의 개최, ③ 닉슨의 중국방문, ④ 닉슨의 소련방문과 ＳＡＬＴ I 가조인(1972년 5월), ⑤ 다나카 일본수상의 중국방문과 중국·일본간의 제2차대전 종결 합의 등은 동서 평화공존의 행동적인 표현인 동시에 전쟁방지를 위한 동서간의 노력을 입증해 주는 것이다.

## 같이 보기
- 데탕트
- 평화 5원칙
- 국제관계론
- 상호확증파괴